# Out for the Day
Out for the Day è un cortometraggio muto del 1909. Il nome del regista non viene riportato nei credit del film.

## Trama
Una giornata di vacanza si trasforma in un tour de force per due genitori che portano i loro sei bambini a una scampagnata.

## Produzione
Il film fu prodotto dalla Lubin Manufacturing Company.

## Distribuzione
Distribuito dalla Lubin Manufacturing Company, il film - un cortometraggio della lunghezza di 119 metri - uscì nelle sale cinematografiche statunitensi l'11 ottobre 1909. Nelle proiezioni, veniva programmato con il sistema dello split reel, accorpato in un'unica bobina con un altro cortometraggio prodotto dalla Lubin, la commedia Papa's Honeymoon.